# Say You, Say Me
Say You, Say Me ist ein von Lionel Richie geschriebenes Lied aus dem Jahr 1985. Richie schrieb es für den Film White Nights – Die Nacht der Entscheidung, bei der Oscarverleihung 1986 gewann das Lied in der Kategorie Bester Song. Nach Separate Lives war Say You, Say Me der zweite Nummer-eins-Hit aus dem Film-Soundtrack.

## Geschichte
Regisseur Taylor Hackford bat Richie, für White Nights – Die Nacht der Entscheidung das Titellied zu schreiben und nachdem Richie den Film gesehen hatte, stimmte er zu. Wenige Wochen später teilte Richies Manager den Verantwortlichen bei Columbia Pictures mit, dass er zwar einen Song geschrieben habe, dieser aber nicht White Nights hieß. Nachdem Hackford ein Demo von Say You, Say Me gehört hatten, genehmigten sie das Lied.
Probleme bereitete die Veröffentlichung. Das Soundtrack-Album zum Film sollte bei Atlantic Records erscheinen, Richie stand aber bei Motown Records unter Vertrag und war gerade mit den Arbeiten an seinem nächsten Studioalbum beschäftigt, auf dem Say You, Say Me vertreten sein sollte. Die Plattenlabel einigten sich, dass das Lied zwar nicht auf dem Soundtrack-Album erscheinen würde, aber als Single Werbung für den Film machen könne. Gary LeMel, Direktor der Abteilung für Filmmusik bei Columbia Pictures, erklärte später, dass sich das Soundtrack-Album wesentlich besser verkauft hätte, wenn Say You, Say Me darauf vertreten gewesen wäre.

## Veröffentlichung
Say You, Say Me wurde weltweit im Oktober 1985 veröffentlicht und wurde ein Nummer-eins-Hit in den Vereinigten Staaten, Kanada, Schweiz, Norwegen und Schweden. Aus verschiedenen Gründen verzögerte sich die Veröffentlichung des nächsten Studioalbums bis August 1986, sodass dessen ursprünglicher Titel von Say You, Say Me in Dancing on the Ceiling geändert wurde, weil dies zugleich der Name der nächsten Single-Auskopplung war.
Bei der Oscarverleihung 1986 gewann der Song in der Kategorie Bester Song, ebenfalls gewann es beim Golden Globe Award/Bester Filmsong. In der Episode Die unglaubliche Reise in einem Privatflugzeug aus Die Simpsons parodierte Richie in einem Gastauftritt selbst auf Homers Wunsch seinen eigenen Song und sang: Hey You, Beer Me.
2012 veröffentlichte Richie zusammen mit Rasmus Seebach eine neue Version seines Liedes, die in Dänemark Platz 3 erreichte.

## Kommerzieller Erfolg

### Chartplatzierungen
| ChartsChartplatzierungen       | Höchstplatzierung | Wochen |
| ------------------------------ | ----------------- | ------ |
| Deutschland (GfK)              | 12 (19 Wo.)       | 19     |
| Österreich (Ö3)                | 6 (16 Wo.)        | 16     |
| Schweiz (IFPI)                 | 1 (15 Wo.)        | 15     |
| Vereinigte Staaten (Billboard) | 1 (20 Wo.)        | 20     |
| Vereinigtes Königreich (OCC)   | 8 (13 Wo.)        | 13     |

| ChartsJahrescharts (1986)      | Platzierung |
| ------------------------------ | ----------- |
| Deutschland (GfK)              | 49          |
| Österreich (Ö3)                | 27          |
| Schweiz (IFPI)                 | 8           |
| Vereinigte Staaten (Billboard) | 2           |

### Auszeichnungen für Musikverkäufe
| Land/Region                  | Auszeichnungen für Musikverkäufe (Land/Region, Auszeichnung, Verkäufe) | Verkäufe  |
| ---------------------------- | ---------------------------------------------------------------------- | --------- |
| Australien (ARIA)            | Gold                                                                   | 35.000    |
| Belgien (BRMA)               | Gold                                                                   | 100.000   |
| Dänemark (IFPI)              | Gold                                                                   | 15.000    |
| Kanada (MC)                  | Platin                                                                 | 100.000   |
| Niederlande (NVPI)           | Gold                                                                   | 75.000    |
| Polen (ZPAV)                 | Gold                                                                   | 50.000    |
| Spanien (Promusicae)         | Gold                                                                   | 30.000    |
| Vereinigte Staaten (RIAA)    | Gold                                                                   | 1.000.000 |
| Vereinigtes Königreich (BPI) | Silber                                                                 | 200.000   |
| Insgesamt                    | 1× Silber · 7× Gold · 1× Platin ·                                      | 1.605.000 |

Hauptartikel: Lionel Richie/Auszeichnungen für Musikverkäufe

## Coverversionen
- 1986: Weird Al Yankovic (Polka Party)
- 1986: Paul Mauriat
- 1996: Roland Kaiser (Von dir, von mir)
- 1999: Tony Christie
- 2006: Lemon Ice